# Yvonne Yma
Yvonne Yma, née Yvonne Adrienne Petit le 5 mars 1887 dans le 10e arrondissement de Paris, ville où elle meurt en son domicile le 11 février 1959 dans le 17e arrondissement, est une artiste lyrique et une comédienne française.

## Biographie
Née Yvonne Adrienne Petit, elle porte le nom de sa mère pendant trois mois, jusqu'à la reconnaissance de l'enfant par Adrien Nez en juin 1887 ; ce dernier épouse sa mère en 1889.

## Filmographie
- 1931 : En bordée de Henry Wulschleger et Joe Francis - Elodie Lagarouste
- 1931 : Papa sans le savoir de Robert Wyler
- 1931 : Olive se marie de Maurice de Canonge - moyen métrage - La baronne d'Uran
- 1932 : Hôtel des étudiants de Victor Tourjanski - Mme Sabatier
- 1932 : Maquillage de Karl Anton
- 1932 : Occupe toi d'Amélie de Richard Weisbach et Marguerite Viel
- 1932 : Le Collier volé de Jim Kay - court métrage -
- 1932 : Riri et Nono mannequins de Marc Didier - court métrage -
- 1933 : Le Barbier de Séville de Hubert Bourlon et Jean Kemm - Marceline
- 1933 : Pêcheur d'Islande de Pierre Guerlais - Mme Tressoleu
- 1934 : Fanatisme de Gaston Ravel et Tony Lekain
- 1934 : Sidonie Panache de Henry Wulschleger - film tourné en deux époques -
- 1934 : Le Coup du parapluie de Victor de Fast - moyen métrage -
- 1934 : Un petit trou pas cher de Pierre-Jean Ducis - moyen métrage -
- 1935 : Les Époux scandaleux de Georges Lacombe - La duègne
- 1935 : Ferdinand le noceur de René Sti
- 1935 : La Kermesse héroïque de Jacques Feyder
- 1935 : Moïse et Salomon parfumeurs de André Hugon - La domestique
- 1935 : Train de plaisir de Léo Joannon
- 1936 : Bach détective de René Pujol
- 1936 : L'homme de nulle part de Pierre Chenal - La cousine Méis
- 1936 : L'homme du jour de Julien Duvivier
- 1936 : J'arrose mes galons de René Pujol et Jacques Darmont
- 1936 : Les Jumeaux de Brighton de Claude Heymann : La prévenue
- 1936 : Ménilmontant de René Guissart
- 1936 : La Petite Dame du wagon-lit de Maurice Cammage
- 1936 : Puits en flammes de Victor Tourjansky
- 1937 : Abus de confiance de Henri Decoin
- 1937 : Nuits de feu de Marcel L'Herbier
- 1937 : Trois Artilleurs au pensionnat de René Pujol - Noémie
- 1937 : Le concierge revient de suite de Fernand Rivers - court métrage -
- 1938 : Le Joueur de Gerhard Lamprecht et Louis Daquin
- 1938 : La Maison du Maltais de Pierre Chenal
- 1938 : Mirages ou Si tu m'aimes  de Alexandre Ryder
- 1938 : Prince Bouboule de Jacques Houssin
- 1938 : Retour à l'aube de Henri Decoin
- 1938 : Le Ruisseau de Maurice Lehmann et Claude Autant-Lara
- 1939 : Bach en correctionnelle de Henry Wulschleger - Mlle Olympe
- 1939 : Cavalcade d'amour de Raymond Bernard
- 1939 : Le Dernier Tournant de Pierre Chenal - La femme
- 1939 : L'Esclave blanche de Marc Sorkin
- 1939 : Face au destin de Henri Fescourt - La concierge
- 1939 : Ils étaient neuf célibataires de Sacha Guitry - La ménagère
- 1939 : Jeunes Filles en détresse de Georg-Wilhelm Pabst - l'habilleuse de Pola
- 1939 : Les Musiciens du ciel de Georges Lacombe
- 1939 : Pièges de Robert Siodmak - Mme Batol
- 1939 : La Piste du nord de Jacques Feyder
- 1939 : Rappel immédiat de Léon Mathot
- 1939 : Tempête de Dominique Bernard-Deschamps
- 1940 : Métropolitain de Maurice Cam
- 1940 : Miquette de Jean Boyer
- 1941 : Le Mariage de Chiffon de Claude Autant-Lara - La cuisinière
- 1941 : Péchés de jeunesse de Maurice Tourneur - La grosse spectatrice
- 1941 : Le Valet maître de Paul Mesnier - Une cuisinière au bal
- 1945 : L'Affaire du collier de la reine de Jean Dréville et Marcel L'Herbier - La femme d'Hubert
- 1945 : Le Capitan de Robert Vernay - film tourné en deux époques -
- 1945 : Mission spéciale de Maurice de Canonge - film tourné en deux époques -
- 1946 : Le Château de la dernière chance de Jean-Paul Paulin
- 1946 : Macadam de Marcel Blistène - Une femme de détenu
- 1946 : Le silence est d'or de René Clair - La concierge
- 1947 : Danger de mort de Gilles Grangier - La femme du kiosque
- 1947 : Par la fenêtre de Gilles Grangier - La femme de ménage
- 1947 : Un flic de Maurice de Canonge - Une commère
- 1948 : Clochemerle de Pierre Chenal
- 1948 : Tabusse de Jean Gehret - Mme Montet
- 1949 : Amédée de Gilles Grangier - Une invitée
- 1949 : La Marie du port de Marcel Carné - La voisine
- 1949 : Maya de Raymond Bernard - La marchande de fleurs
- 1949 : Miquette et sa mère de Henri-Georges Clouzot - Une commère
- 1949 : Plus de vacances pour le Bon Dieu de Robert Vernay
- 1949 : Rendez-vous de Juillet de Jacques Becker - Mme Bonnard
- 1950 : Andalousie de Robert Vernay - L'habilleuse
- 1950 : Le Gang des tractions-arrière de Jean Loubignac - Une infirmière
- 1950 : Les Joyeux Pèlerins de Alfred Pasquali - Une commère
- 1950 : Les Mémoires de la vache Yolande de Ernest Neubach
- 1950 : Passion de Georges Lampin
- 1950 : Souvenirs perdus de Christian-Jaque - Une commère
- 1951 : Casque d'Or de Jacques Becker - La patronne de "l'Ange Gabriel"
- 1951 : Le Plus Joli Péché du monde de Gilles Grangier - Une invitée
- 1951 : Les sept péchés capitaux de Yves Allégret - Une convive, dans le sketch : La luxure
- 1951 : Trois femmes d'André Michel
- 1952 : Les Crimes de l'amour de Maurice Clavel et Maurice Barry - dans le sketch : Mina de Vanghel
- 1952 : La Fête à Henriette de Julien Duvivier - La dame au collier
- 1952 : La Minute de vérité de Jean Delannoy
- 1953 : L'esclave de Yves Ciampi - Mémée
- 1954 : Double destin de Victor Vicas
- 1955 : Gas-oil de Gilles Grangier - Une commère du village
- 1956 : Le Couturier de ces dames de Jean Boyer
- 1957 : L'amour est en jeu,(Ma femme, mon gosse et moi) de Marc Allégret
- 1958 : Faibles femmes de Michel Boisrond

## Distinctions
- Officier d'Académie par arrêté du Ministre de l'Instruction Publique et des Beaux-Arts en date du 20 février 1923 (Journal Officiel du 23 février 1923, p. 2291).